# Glaucina gertschi
Glaucina gertschi là một loài bướm đêm trong họ Geometridae.